# Nou Pensament
El Nou Pensament és un corrent filosòfic de mitjan segle xix als Estats Units. Als seus inicis era conegut com a Ciència Mental, però anys més tard se li va donar el nom de Nou Pensament (En anglès: New Thought). Aquest moviment va créixer internacionalitzant-se i produint grans escriptors durant el segle xx. El Nou Pensament no és en si una religió, tot i que d'aquest moviment van sorgir algunes institucions filosòfic-religioses com la Unitat del Cristianisme (Unity), la Ciència de la Ment (Ciència Religiosa), la Ciència Divina (Divine Science) i Seicho-No-Ie, entre d'altres, en aquest segle xx.
El Nou Pensament és una filosofia que proclama la necessitat d'una experiència directa amb el Creador, sense necessitat d'intermediaris. El missatge central del Nou Pensament és que el pensament de cada persona dona origen a les seves experiències, a la seva visió del món. És per aquest motiu que el Nou Pensament posa un gran èmfasi en l'actitud mental positiva, la meditació i els exercicis d'afirmacions. El Nou Pensament també té alguns paral·lelismes amb el monisme hindú.
Tot i que el Nou Pensament és sovint confós amb el moviment de la Nova Era (New Age), el Nou Pensament precedeix a la Nova Era per un segle, i, malgrat algunes semblances, no comparteixen molts dels seus principis fonamentals.

## Escriptors del Nou Pensament
Phineas Parkhurst Quimby (1802-1866) és considerat el pare intel·lectual d'aquest moviment. També va ser influït per l'obra del ministre Unitari, Ralph Waldo Emerson (1803-1882), iniciador del Transcendentalisme.
També formen part del Nou Pensament escriptors com:
- Julius Dresser (1838-?)
- Thomas Troward (1847-1916)
- Emma Curtis Hopkins (1853-1925) - fundadora del College of Metaphysical Science
- Charles Fillmore (1854-1948) - fundador d'Unity
- William Walker Atkinson (1862-1932)
- Florence Scovel Shinn (1871-1940)
- Elizabeth Towne (1865-1960)
- Horatio W. Dresser (1866-1954)
- Ralph Waldo Trine (1866-1958)
- Napoleón Hill (1883–1970)
- Emmet Fox (1886-1951) - Va tenir influència en Alcohòlics Anònims
- Ernest Holmes (1887-1960) - fundador de Religious Science International
- Fenwicke Holmes
- Masaharu Taniguchi (1893-1985) - fundador de Seicho-No-Ie
- Joseph Murphy (1898-1981)
- Neville Goddard (1905-1972)
- James Dillet Freeman (1912-)
- Louise L. Hay (1927-)
- Roy Eugene Davis (1931-)
- Deepak Chopra (1946-)
- Gary Zukav
- Rhonda Byrne (1951-)
- Michael Beckwith - fundador d'Agape[2]
- entre d'altres.

## Desenvolupament del moviment
Quan Phineas Quimby va desenvolupar els seus mètodes de curació mental va optar per obrir una oficina a Maine cap al 1854 on rebia a qui desitjava curar-se i aprendre els seus mètodes. Entre aquests primers adeptes al Nou Pensament es trobaven Julius Dresser i Mary Baker Eddy qui posteriorment fundaria la Ciència Cristiana.
A mesura que la difusió del Nou Pensament s'estenia fora dels Estats Units, personatges d'altres països com va ser el cas del jutge Thomas Troward, nascut a l'Índia; Neville Goddard de Barbados; Deepak Chopra de l'Índia; Masaharu Taniguchi al Japó, entre d'altres, escamparien en l'àmbit internacional el Nou Pensament.
A partir del segle xx el Nou Pensament comença a organitzar-se a nivell internacional i sorgeixen institucions com International New Thought Alliance, Affiliated New Thought Network i The Association for Global New Thought, que reuneixen practicants i grups d'estudi de diversos països.